# Château de Trachenberg

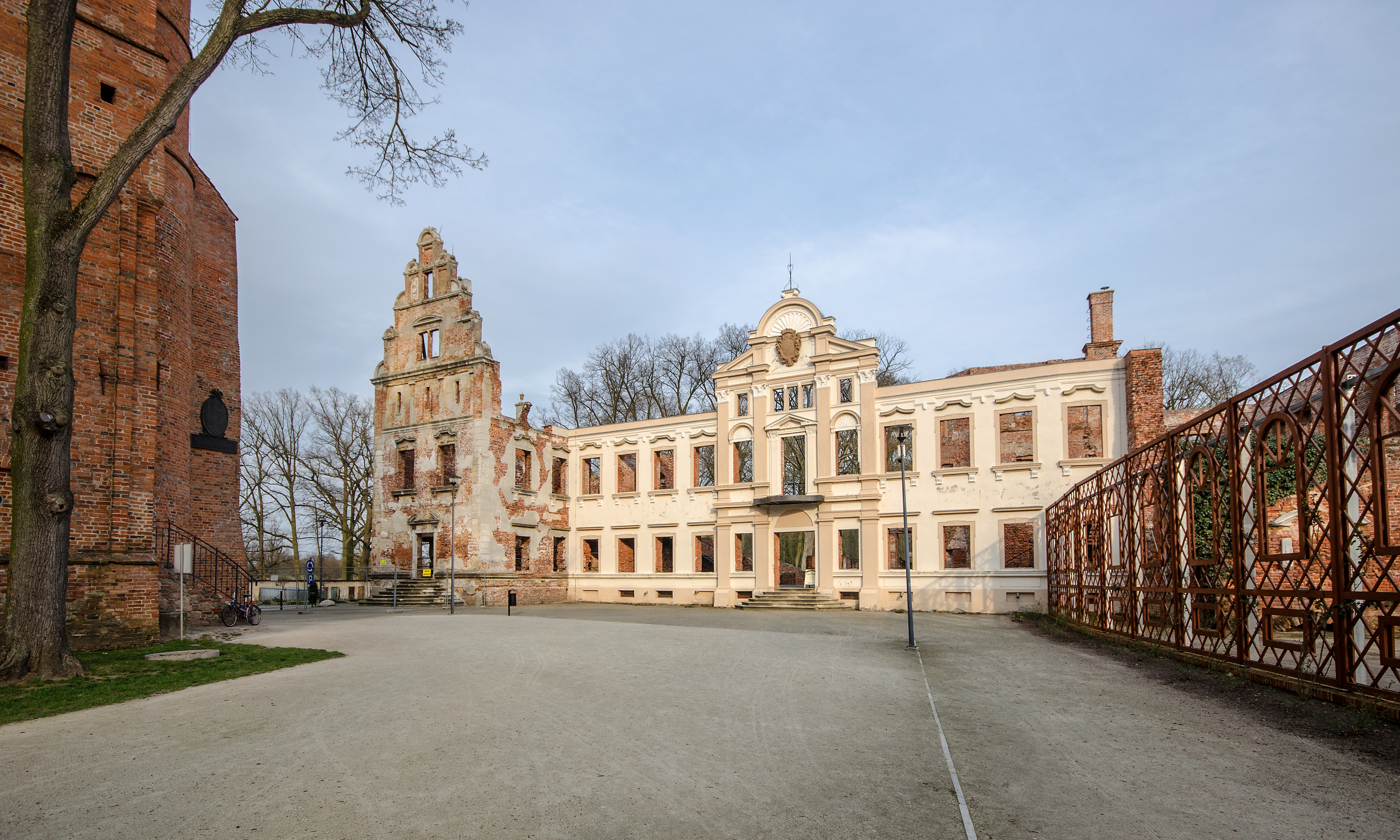
Façade du château en partie restaurée

Le château de Trachenberg (également château d'Hatzfeld, polonais Zamek w Żmigrodzie) est une ruine partiellement restaurée à Żmigród (Trachenberg) dans la voïvodie de Basse-Silésie en Pologne.

## Histoire

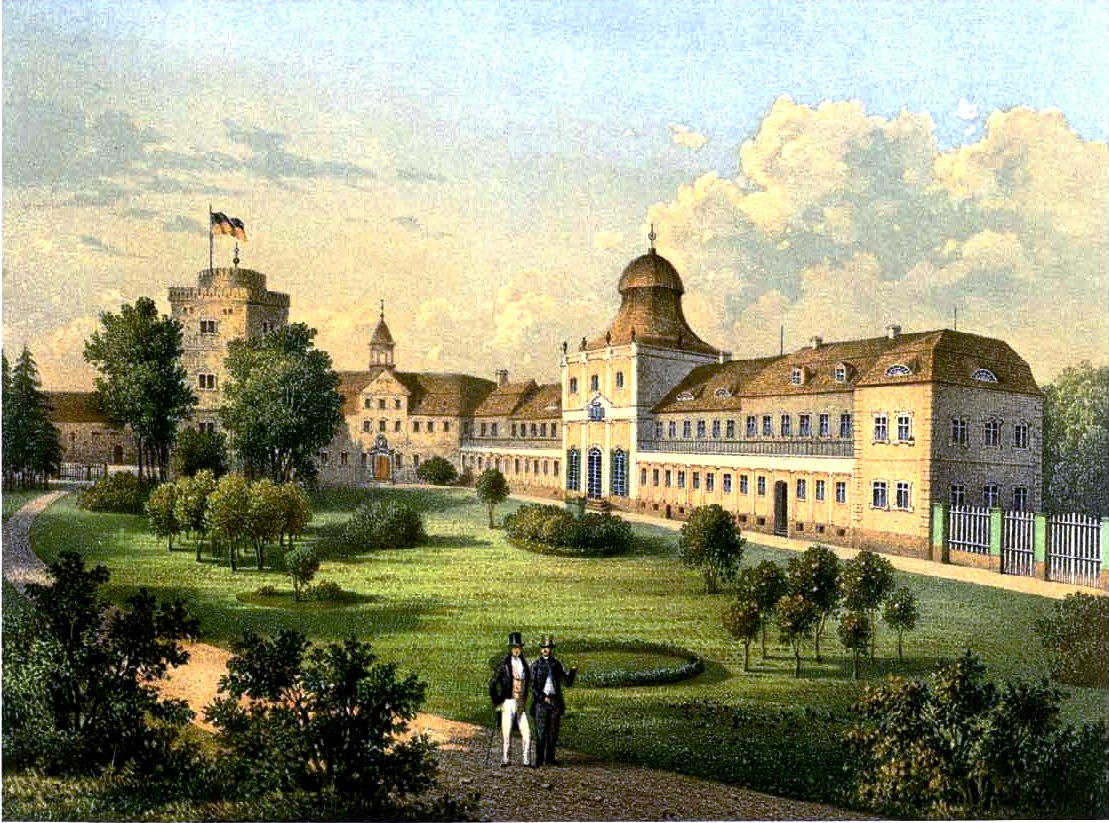
Château de Trachenberg dans la seconde moitié du XIXe siècle

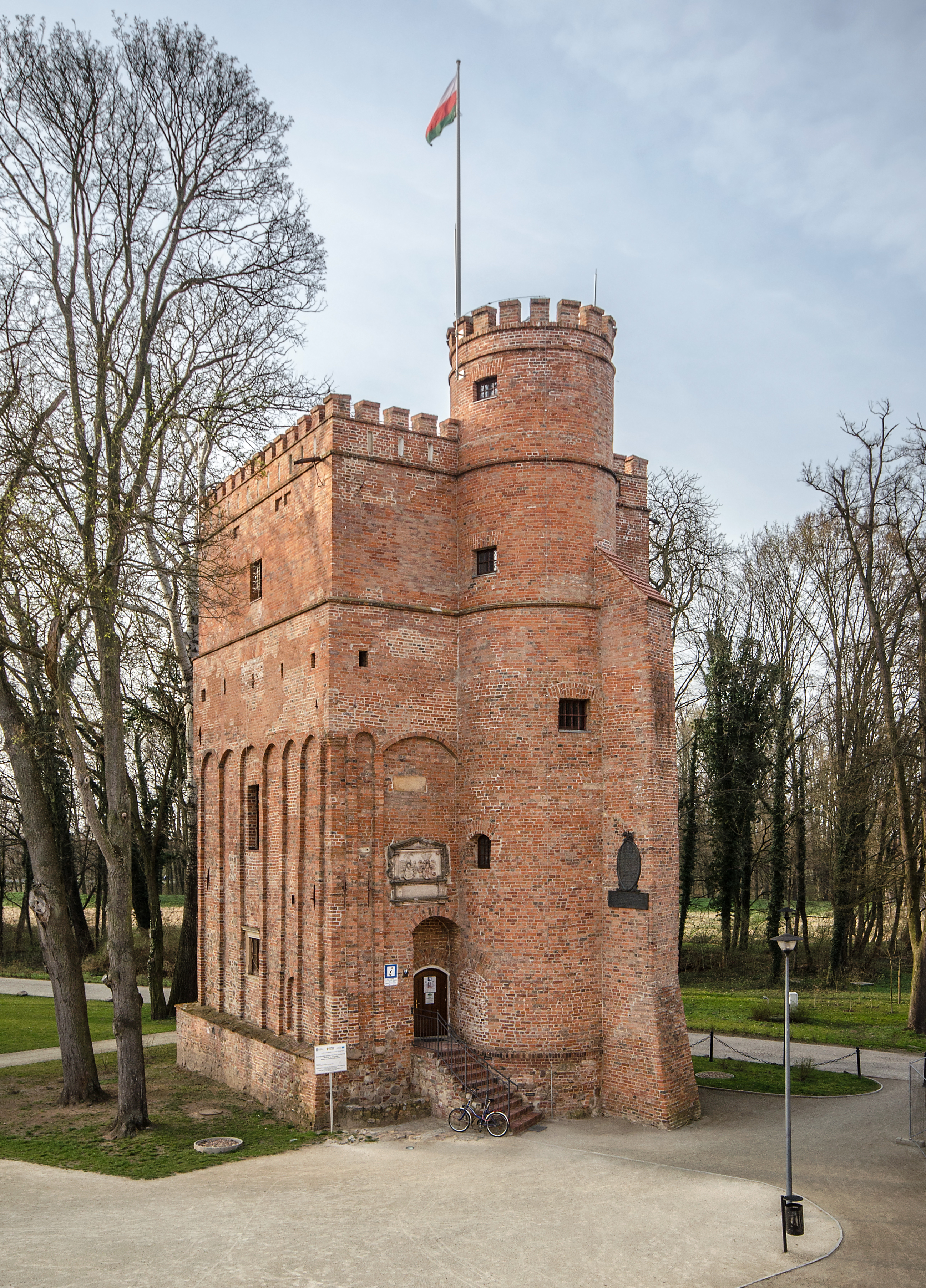
La tour d'habitation préservée de 1560

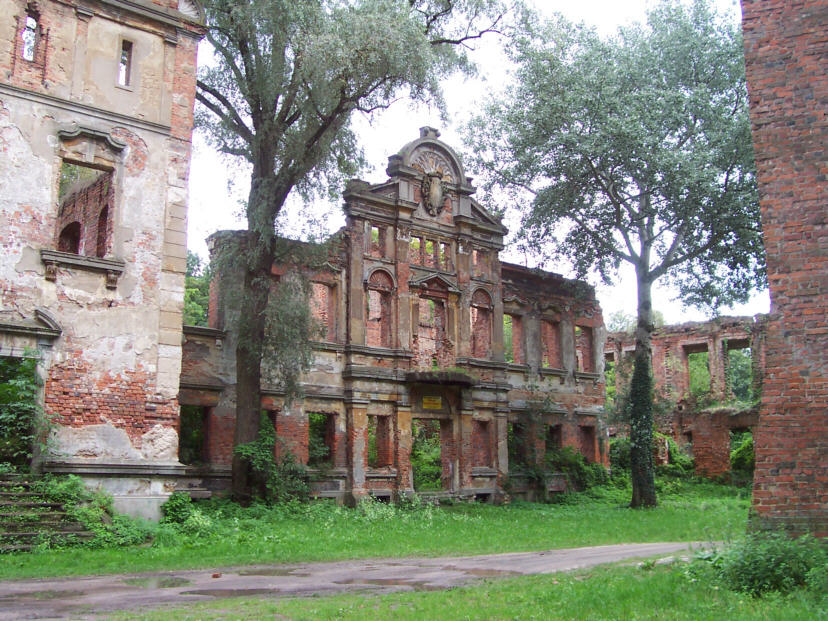
La ruine avant la rénovation en 2007

Un premier château est mentionné pour la première fois en 1296. Au XIVe siècle, un nouveau château est construit par les ducs d'Œls sur les rives de la Bartsch. Après la mort du duc Conrad X, avec lequel la lignée d'Œls de la branche de Glogau des Piasts de Silésie (de) s'éteint, Trachenberg revient avec le duché d'Œls en tant que fief éteint à la couronne de Bohême. Par la suite, le roi de Bohême Vladislav II inféode son chambellan Sigismund von Kurzbach (de) à Trachenberg, devient dès lors une seigneurie libre.
En 1560, une tour d'habitation de quatre étages est construite sur le site du château. En 1579 et 1605, le château fortifié est gravement endommagé par des incendies et des attaques des Suédois. En 1592, la famille noble Schaffgotsch (de) acquiert la seigneurie avec le château. Pendant la guerre de Trente Ans, le château est assiégé à plusieurs reprises. Après l'exécution du général Hans Ulrich von Schaffgotsch (de) en 1635, sa famille est expropriée en 1636. En 1642, le château est conquis et fortifié par le général suédois Lennart Torstenson. Il sert ensuite de base aux Suédois pendant huit ans.
Dans la deuxième moitié du XVIIe siècle, la propriété revient au général impérial Melchior von Hatzfeldt (de). Entre 1655 et 1660, il construit un château de style baroque à l'emplacement du château détruit. Au XVIIIe siècle, le château est agrandi à plusieurs reprises : entre 1706 et 1708, l'édifice est doté d'un étage supplémentaire, conçu par Christoph Hackner et de 1762 à 1765, l'aile est construite selon les plans de Carl Gotthard Langhans.
Le 12 juillet 1813, le tsar Alexandre Ier, le prince héritier Jean de Suède et Frédéric-Guillaume III se rencontrent au château avec des émissaires de l'empereur d'Autriche et du roi d'Angleterre afin de signer un plan d'alliance militaire contre Napoléon Bonaparte.

### Depuis 1945
Pendant la Seconde Guerre mondiale, Trachenberg est détruit. Le château, qui n'est que légèrement endommagé, est toutefois incendié par l'Armée rouge en 1945. À la suite de la Seconde Guerre mondiale, Trachenberg et la plus grande partie de la Silésie sont tombés dans l'escarcelle de la Pologne en 1945 et est rebaptisé "Żmigród". Ce n'est que dans les années 1970 que les gravats sont enlevés et que les ruines sont en grande partie dégagées. En 2007, la façade du château et l'intérieur sont rénovés grâce à des fonds de l'UE et ouverts au tourisme l'année suivante.
Le château et le parc à l'anglaise de 15 hectares sont classés monuments historiques respectivement depuis 1956 et 1978.

## Architecture
De ce qui était autrefois un magnifique château et ses ailes latérales, il ne reste que les murs extérieurs en briques rouges. La façade avant du bâtiment principal est restaurée. Elle est dotée de onze axes de fenêtres à la décoration baroque. Les trois axes centraux se trouvent dans un prisme central légèrement en saillie avec une façade en vitrine. Au-dessus de l'entrée principale se trouve un tympan sans ornement. Au-dessus se trouve une porte avec un petit balcon. Un blason figure sur le fronton du risalit.